# Gary Wiggins (Musiker)

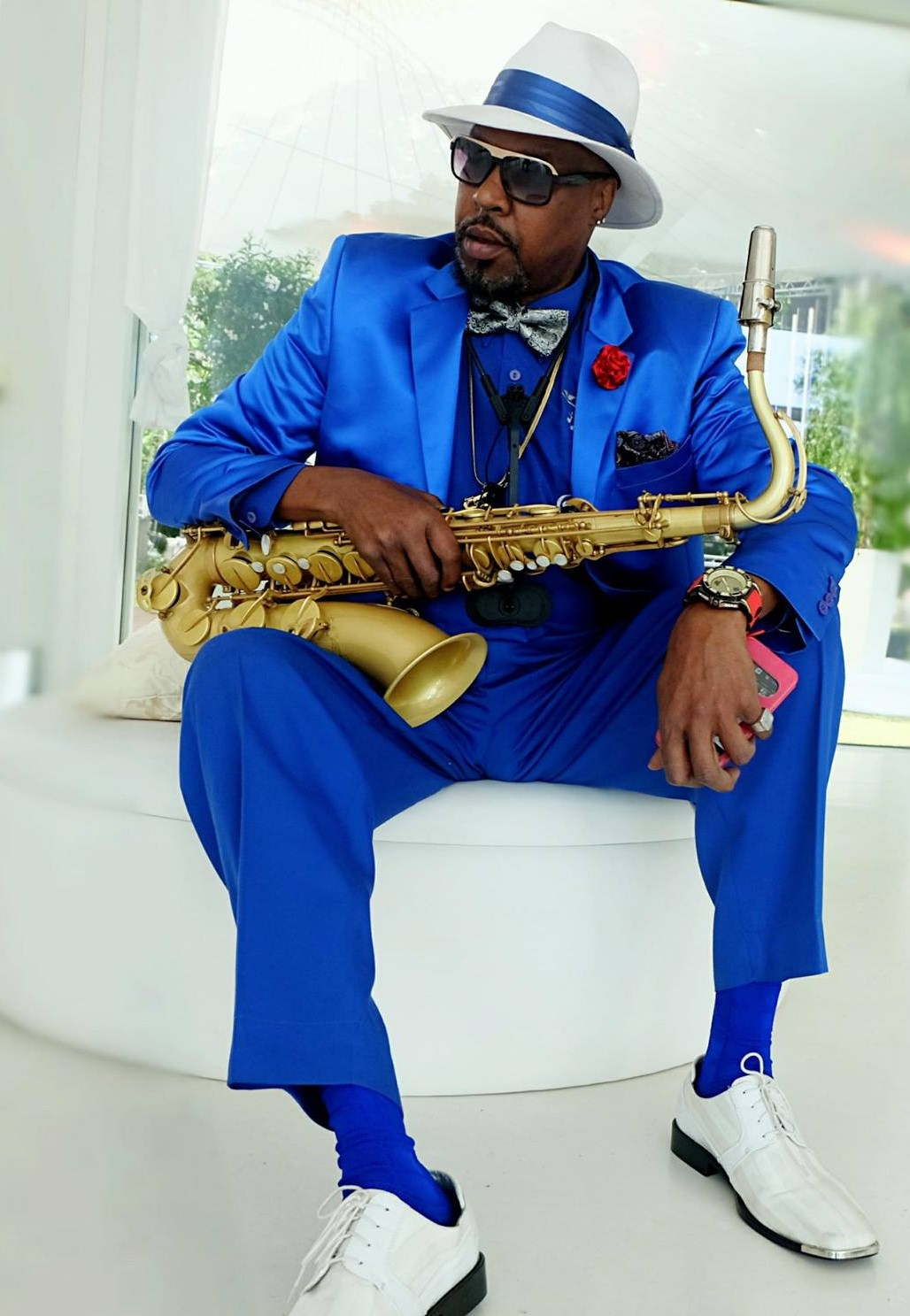
Detroit Gary Wiggins 2015

Gary Allen „Detroit“ Wiggins (* 10. November 1952 in Inkster, Michigan; † 22. November 2020) war ein US-amerikanischer Jazz- und Bluesmusiker (Sopran-, Tenor- und Altsaxophon).

## Leben und Wirken
Wiggins wuchs in Detroit auf, wo er seit 1962 als Schüler von Brother Lawhorn in der Kirchengemeinde der Zion Congressional Church of God in Christ von Pastor Winans, Oberhaupt der Winans Family, seine ersten Erfahrungen als Saxophonist machte. Auf dem Sacromento Community College war er Mitglied der Jazzband. 1970 begleitete er mit The Impacs zahlreiche R-&-B-Acts wie James Barnes and the Agents (Single: Free at Last) und The Dramatics (Single: Whatcha See Is Whatcha Get ) und legte mit dieser Band eine erste Single That Good ol' Funky Feeling vor. Er war dann fünf Jahre lang in Kalifornien tätig, wo er mit Eddie Cleanhead Vinson, Johnny Heartsman, Roy Brown, Big Mama Thornton und anderen Musikern auftrat. Nach einem Aufenthalt auf Hawaii, wo er bei Q Martin studierte, zog er nach Chicago, wo er in den Bands von Lefty Dizz, Sugar Blue, Sunnyland Slim, Johnny Littlejohn und Pocketwatch Paul spielte. Gemeinsam mit Christian Rannenberg gründete er 1982 das International Blues Duo, das drei Alben aufnahm und mit Angela Brown, Valerie Wellington, Big Jay McNeely, Big Time Sarah, Roy Gaines, Charlie Musselwhite, Johnny Copeland, Johnny Heartsman, Jimmy Rodgers, Jeanne Carroll und Katie Websterauf Tour ging.
1983 zog er nach Deutschland und lebte zunächst in Osnabrück, wo er und Christian Rannenberg die Jam-Session des legendären Pink Piano ins Leben riefen, bei der auch Wiggins persönlicher Mentor Arnett Cobb und andere Stars der internationalen Blues- und Jazzszene auftraten und Tommy Schneller beschloss Saxophonist zu werden. Ende der 1980er Jahre gründete er in Berlin die Detroit Gary Wiggins Group, die in zahlreichen europäischen Jazzclubs auftrat. Weiterhin veranstaltete er Konzerte mit Sam Leigh Brown (Frank Popp Ensemble), Big Time Sarah, Angela Brown, Ingrid Arthur und Dorrey Lin Lyles von den The Weather Girls, Queen Yahna, Jeanne Carroll, Maisha Grant, Arnett Cobb, Louisiana Red, Carey Bell, Guitar Crusher, Roy Gaines, Tyree Glenn Jr. (auch bekannt als Tante Tyree und Saxophonist von Helge Schneider), Albie Donnelly, Blues Company.
Ab 1995 präsentierte er in Paris die Show The Saxman and the Divas und trat in zahlreichen Pariser Jazzclubs wie dem Caveau de la Huchette mit Dany Doriz auf. In den nächsten Jahren gab er auch in Japan Konzerte. Ferner gehörte er zu der Band The Just No Posse  und gründete The Very Soulful Tenors Show (mit Fuasi Abdul Khaliq and Ray Blue). Er ist auch auf Alben von Lefty Dizz and Shock Treatment, Klaus Lage, Bobby McFerrin, Fabrice Eulry, Roy Gaines, Robert Covington, Angela Brown, The Gospel Messenger und EB Davis, so wie auf zahlreichen Blues-Samplern zu hören. Er spielte regelmäßig im Berliner Jazz-Club A-Trane, trat mehrfach beim Lahnsteiner Bluesfestival auf und präsentierte sich mit Screamin Jay Hawkins auf dem North Sea Jazz Festival und in Griechenland. 1977 gewann er die Gong Show mit David Winans von der Winans Family und Rick Murphy als die „Show Biz Kids“, 2001 erhielt er den 2. Preis beim Berlin Jazz & Blues Award, zu dem es ebenfalls eine CD gab, sowie den Preis der Deutschen Schallplattenkritik für das Album Accoustic Soul 1994 mit Christian Christl.

## Diskographische Hinweise
- Introducing The International Blues Duo To The World (1984)
- The International Blues Duo Meets Blues Wire - Truly International (1987 / 2014)
- Bobby McFerrin feat. Detroit Gary Wiggins: Bobby's Thing & Lady Fair  (1988)[40]
- The International Blues Duo Featuring Katie Webster (1989)
- Time For Saxin’ (1990)
- Detroit Gary Wiggins & C.C. the Boogieman: Accoustic Soul (1992)
- I Got Up (1996)
- Fabrice Eulry & Detroit Gary Wiggins: Paris Jook (1996)
- Detroit Gary Wiggins & C.C. the Boogieman: Accoustic Soul (1992)
- Ballads in a Diplomatic Lounge (2004)
- Zeitlos (2005)
- Saxin’ the Blues (2011)

## Nachweise
1. 1 2 3  The DGW Interview from 2002. Abgerufen am 8. Juli 2016.
2. 1 2 3 4  Webpräsenz von "Detroit" Gary Wiggins. Abgerufen am 6. Juli 2016.
3. ↑  THE DRAMATICS ~ WHATCHA SEE IS WHATCHA GET. 14. November 2010, abgerufen am 8. Juli 2016.
4. 1 2  Michael Rauhut,  Reinhard Lorenz: Ich hab den Blues schon etwas länger. Spuren einer Musik in Deutschland. Hrsg.: Michael Rauhut,  Reinhard Lorenz. Ch. Links Verlag, 2008, ISBN 978-3-86153-495-2, S. 201, 202, 205, 211, 394.
5. ↑  The Impacs - Good Old Funky Feelin. 13. Dezember 2014, abgerufen am 8. Juli 2016.
6. ↑  Svensk tidskrift för musikforskning: Swedish journal of musicology. Svenska samfunde, 1. Januar 1986 (eingeschränkte Vorschau in der Google-Buchsuche).
7. ↑  Blues Unlimited. BU Publications Limited, 1. Januar 1982 (eingeschränkte Vorschau in der Google-Buchsuche).
8. ↑  Michael Rauhut: Ein Klang - zwei Welten: Blues im geteilten Deutschland, 1945 bis 1990. transcript Verlag, 2016, ISBN 978-3-8394-3387-4 (eingeschränkte Vorschau in der Google-Buchsuche).
9. ↑  Blues Guide Germany: das Buch über den Blues in Deutschland : [Bands, Clubs, Agenturen, Labels, Festivals, Initiativen]. Verlag Dirk Föhrs, 1997, ISBN 3-9804496-0-2 (eingeschränkte Vorschau in der Google-Buchsuche).
10. ↑  Living Blues. Center for the Study of Southern Culture, The University of Mississippi, 1. Januar 1987 (eingeschränkte Vorschau in der Google-Buchsuche).
11. ↑  Charly Musselwhite und Detroit Gary Wiggins in Concert. In: jazzdaten.ch. Abgerufen am 10. Juli 2016.
12. ↑  Webpräsenz "The International Blues Duo". Abgerufen am 6. Juli 2016.
13. ↑  Volker Albold / Rainer Bratfisch: Blues Heute. Hrsg.: Rainer Albold. Lied der Zeit Musikverlag, Berlin 1989, ISBN 3-7332-0027-6, S. 142–143, 155.
14. ↑  Uwe Manzke: Blues in Deutschland. Abgerufen am 8. Juli 2016.
15. ↑  Cadence. B. Rusch, 1. Januar 1993 (eingeschränkte Vorschau in der Google-Buchsuche).
16. ↑  Michael Rauhut: Ich hab den Blues schon etwas länger: Spuren einer Musik in Deutschland. Hrsg.: Michael Rauhut, Reinhard Lorenz. Ch. Links Verlag, 2008, ISBN 978-3-86153-495-2, S. 201, 202, 205, 211, 394.
17. ↑  Big City Blues Magazine. Detroit Blues Magazine, 1. Oktober 1997 (eingeschränkte Vorschau in der Google-Buchsuche).
18. ↑  Matthias Rickling: Osnabrück von A bis Z: Wissenswertes in 1500 Stichworten über Geschichte, Kunst und Kultur. Aschendorff, 2007, ISBN 978-3-402-06554-9 (eingeschränkte Vorschau in der Google-Buchsuche).
19. ↑  Ingrid Montgomery-Swinton: Go Red Go, Blow Arnett Blow: The life of Arnett Cobb. Ingrid Montgomery-Swinton, Lizette Cobb, S. 3, abgerufen am 7. Juli 2016.
20. ↑  Das Pink Piano in der „heimlichen Blueshauptstadt“ Osnabrück. Archiviert vom Original (nicht mehr online verfügbar) am 6. Juli 2016; abgerufen am 6. Juli 2016.
21. ↑  Verlagsgruppe Rhein Main GmbH & Co. KG: Tommy Schneller  beim SWR-&#132;Summertime Blues&#147;. In: Allgemeine Zeitung. 30. August 2014, archiviert vom Original (nicht mehr online verfügbar) am 13. November 2017.
22. ↑  Pink Piano Osnabrueck 1986. Abgerufen am 6. Juli 2016.
23. ↑  Arnett Cobbs Last Recorded Concert at the "Pink Piano" with Gary Wiggins. Abgerufen am 6. Juli 2016.
24. ↑  Eigendarstellung auf Facebook. Archiviert vom Original (nicht mehr online verfügbar) am 6. Juli 2016; abgerufen am 6. Juli 2016.
25. ↑  Jeanne Carroll, Gary, Louisiana Red, Carey Bell, CC.the Boogieman | Facebook. Abgerufen am 7. Juli 2016.
26. ↑  Jürgen Wölfer: Jazz in Deutschland: das Lexikon; alle Musiker und Plattenfirmen von 1920 bis heute. Hannibal, 2008, ISBN 978-3-85445-274-4 (eingeschränkte Vorschau in der Google-Buchsuche).
27. ↑  Wolfgang Peter: Kurhaus Baden-Baden: The Night of  the  Saxophones. Archiviert vom Original (nicht mehr online verfügbar) am 10. Juli 2016; abgerufen am 10. Juli 2016.
28. ↑  Todor Todorovic: On the road again: 30 Jahre Blues Company: unterwegs im Namen des Blues. Books on Demand, Norderstedt 2004, ISBN 3-8334-1867-2 (google.com [abgerufen am 10. Juli 2016]).
29. ↑  http://www.caveaudelahuchette.fr/
30. ↑  Dany Doriz, Christian Mars: 60 Ans de jazz au Caveau de la Huchette. Hrsg.: Cabu. L'Archipel, Paris 2008, ISBN 978-2-8098-0033-3, S. 86–87.
31. ↑  Tom Lord: The jazz discography. Lord Music Reference, 2001, ISBN 1-881993-24-8 (eingeschränkte Vorschau in der Google-Buchsuche).
32. ↑  Detroit Gary Wiggins discography at All About Jazz. In: Musicians. Abgerufen am 6. Juli 2016.
33. ↑  Detroit Gary Wiggins - Discography, Records, Releases and Compilations. Abgerufen am 8. Juli 2016.
34. ↑  Volker Albold, Rainer Bratfisch: Blues heute: Musik zwischen Licht und Schatten. Lied der Zeit, 1. Januar 1987 (eingeschränkte Vorschau in der Google-Buchsuche).
35. ↑  Gary and Screamin Jay Hawkins | Facebook. Abgerufen am 6. Juli 2016.
36. ↑  pers. Gespräche
37. ↑  "Ella": 1. Jazz & Blues Award Berlin im BKA verliehen. Abgerufen am 7. Juli 2016.
38. ↑  Jazzinitiative Berlin e.V. - 2001. Archiviert vom Original (nicht mehr online verfügbar) am 6. Mai 2016; abgerufen am 7. Juli 2016.
39. ↑  Christian Christl - Boogie Woogie Musiker auf Boogie Online. Abgerufen am 6. Juli 2016.
40. ↑  Sächsische Landesbibliothek – Staats- und Universitätsbibliothek Dresden (SLUB) Katalog. Abgerufen am 11. Juli 2016.

| Personendaten    | Personendaten                                                               |
| ---------------- | --------------------------------------------------------------------------- |
| NAME             | Wiggins, Gary                                                               |
| ALTERNATIVNAMEN  | Wiggins, Gary Detroit (Künstlername); Wiggins, Gary Allen (wirklicher Name) |
| KURZBESCHREIBUNG | amerikanischer Jazz- und Bluesmusiker (Saxophon)                            |
| GEBURTSDATUM     | 10. November 1952                                                           |
| GEBURTSORT       | Inkster, Michigan, Vereinigte Staaten                                       |
| STERBEDATUM      | 22. November 2020                                                           |